# Ludwinów (Wodzisław)
Pour les articles homonymes, voir Ludwinów.
Ludwinów est une localité polonaise de la gmina de Wodzisław, située dans le powiat de Jędrzejów en voïvodie de Sainte-Croix.